# Kísértetkastély Spessartban
A Kísértetkastély Spessartban (eredeti cím: Das Spukschloß im Spessart) 1960-ban készült, NSZK-beli zenés filmvígjáték, A spessarti fogadó 140 évvel később játszódó folytatása. A több díjat és jelölést elérő filmet 1962-ben mutatták be Magyarországon. 
Műfaja az alkotó meghatározása szerint grusical, ami a gruselfilm (horrorfilm) és a musical szavak összevonásával keletkezett. A film eleji stáblista alatt egy dal hallgató, melynek szövege azonos a stáblista tartalmával.

## Cselekmény
1820, Spessart. A félelmetes spessarti rablóbanda szép napjainak vége. Miután az utolsó, emberséges rablókapitány jó útra tért, a banda szétszaladt. Négy legelvetemültebb férfitagját, Katrint a boszorkányt és Pluto kutyát von Teckel ezredes emberei elfogják. A törvény szerint akasztás járna tetteikért, de a felháborodott polgárok szerint ez túl enyhe büntetés lenne számukra, ezért bűneik helyszínén, a rosszhírű erdei fogadó pincéjében élve befalazzák őket. Átkot is mondanak rájuk, lelkeik addig ott sínylődjenek, míg a fogadó falai állnak, kiszabadulásuk után pedig addig ne leljenek nyugalmat, míg valami jót nem cselekszenek. 
1960, a spessarti fogadó romjai. Az egykor félelmetes erdei ösvény helyén autópálya húzódik, az elhagyatott, romos fogadót benzinkút építése miatt éppen bontják. Mikor a markológép felszakítja a pince boltozatát, a szellemek 140 év után kiszabadulnak. Először jól ráijesztenek a nyugalmukat megzavaró munkásokra, majd felkeresik egykori bűneik egyik helyszínét, a közeli Sandau kastélyt. A várra és lakóira rossz napok járnak. Az új várúrnő az ifjú Charlotte grófnő, apjától a rozoga kastélyt és a rajta lévő 100.000 DM adósságot örökölte, a hatalmas adósság miatt napirenden van a kastély a hitelező általi lefoglalása és szállodává alakítása. Annyira rossz a helyzet, hogy a villanyszámla kifizetése is gondot jelent. Rajta kívül koros nagybácsikája, annak felesége, a gondnok és felesége, valamint egy macska a kastély lakója. 
A láthatatlan, de egyébként beszédre és emberi cselekvésre képes kísértetek beköltöznek, majd csodálkozva veszik észre a technika vívmányait, a villanyvilágítást, amit nem lehet elfújni, a hűtőszekrényt, amiben mindig tél van, gyerekfürdetőnek, majd gémeskútnak vélik a vécét, mindeközben szándékuk ellenére jól ráijesztenek a lakókra. Ezen az éjszakán másik váratlan látogató is érkezik, Martin, egy autóbalesetet szenvedett, lábán sérült fiatalember kér szállást reggelig. A toronyszobába érve viszont táskájából a kastély tervrajzát veszi elő. Valójában a kastélyt megszerezni kívánó befektetési cég tulajdonosának a fia, akit apja kémkedni küldött a kastélyba. 
A szellemek döbbenten látják, hogy Charlotte – aki az általuk régről ismert Franziska grófnő azonos küllemű dédunokája – mennyire rossz helyzetben van. Megesik a szívük a kedves és fiatal grófnőn, elhatározzák hogy segíteni fogják, persze ezzel magukon is segítenek a kárhozatból kiszabadulni. Katrin, a férfifaló boszorkány ezalatt egy régi receptet kotyvaszt, amiből kortyolva egy szellem egy időre visszanyeri a testét. A többiek Charlotte segítésére, ő azonban egészen más célra szeretné használni visszakapott testét...
Egy újabb mentőöv is érkezik. Kalaka herceg, egy egzotikus ország excentrikus, mindentől rettegő, ugyanakkor nőcsábász uralkodója a tévében látta a Spessarti fogadó című filmet, annyira megtetszett neki a táj, hogy a német kormány számlájára egy hónapot kíván a kastélyban eltölteni, mielőtt aláír egy egymilliárdos vízlépcső szerződést. Az akciót von Teckel bonni hivatalnok, a befalaztató von Teckel ezredes azonos kinézetű dédunokája szervezi. A grófnővel összebarátkozott Martin elmegy apja irodájába jelenteni az eseményeket, de egyértelműen a várlakók oldalára áll, kéri apját, álljon el a kastély lefoglalásától. Apja viszont az igen tetemes tartozásra hivatkozik, ezután Martin visszamegy a kastélyba. 
Kalaka az első estén hazája specialitásával (pocsékoli á la só und bors) vacsorát ad a lakók számára, de nem bír magával, aminek következtében Charlotte felpofozza. Kalaka „germani barbari, náció szemétládi“ felkiáltással visszavonul lakosztályába. A helyzetet az egy időre testet nyert Katrin menti meg, Kalaka legnagyobb örömére. Jutalmul a kincsesládájából egy rakás ékszert ad Katrinnak, aki azonban a varázsszer hatásának múltával eltűnik. A többi szellem nem túl szerencsés módon ellopja az ékszereket és eldugja Charlotte szobájába, hogy majd azokkal fizethesse ki az adósságát.
Másnap reggel Kalaka sehol, felháborodottan elutazott a Riviérára, a jachtjára. A titkára jelenti az ékszerlopást, a rendőrség meg is találja az ékszereket. A grófnőt letartóztatják és mivel nemzetközi szintű ügy, von Teckel zsupkocsival Bonnba viteti. Az ékszereket szintén oda akarja vinni, ám azokat a szellemek a kocsijával együtt ellopják. A tervük, hogy a láthatóvá vált Katrin visszaviszi azokat a hercegnek a Riviérára. Katrin a feladatot örömmel vállalja, közli, ő egy férfit akár a világ végén is megtalál. A varázsszertől láthatóvá vált négy rabló Charlotte után Bonnba megy, közben kissé felforgatják a várost. A modern világot igen gyorsan megszokó Katrint Kalaka kitörő örömmel fogadja, sőt, nekiajándékozza a visszavitt ékszereket, majd együtt Bonnba indulnak. 
A bíróságon minden tisztázódik, nem történt ékszerlopás, Kalaka azt vallja, ajándékba adta azokat Katrinnak, a titkár tévedett. Noha Charlotte egy céges öngyújtó miatt korábban rájött, hogy Martin a kastélyt megszerezni akaró papa fia, ezért ki is adta az útját, a papa tisztázza Martint, majd mind a hárman össze is békülnek. 
Kalaka aláírja az egymilliárdos vízlépcső üzletet. A német partner kérdezi, mikor kapjuk meg a pénzt a vízlépcsőre. Kalaka válasza: azt hittem azt az egymilliárdot én kapom...
Egy amerikai fiatalember a tárgyalás óta figyelemmel kíséri az eseményeket, majd mint az amerikai kormány embere, egy ajánlatot tesz a szellemek számára. Mivel mindenre képesek, de ugyanakkor már halhatatlanok, vállalják el, hogy ők lesznek az igen veszélyes első Hold-expedíció (a magyar szinkronban Vénusz-expedíció) űrhajósai, ezzel hatalmas jót cselekszenek az emberiségnek. Százezer márkáért el is vállalják, no persze nem maguknak, hanem Charlotte adósságára, ami most már úgyis családban marad. 
A négy rabló, Katrin és Pluto kutya által a „német szellem“ eléri a Holdat is, ezzel a Holdnak és a filmnek egyaránt vége.

## Érdekességek
- A hagyomány szerint a filmben szereplő fogadó a valóságban is létezett a Bajorország északnyugati sarkában található mai Rohrbrunn kistelepülésen, neve Wirtshaus Hochspessart volt. 1959-ben bontották le az A-3 autópálya építése miatt. Helyén valóban benzinkút és autópálya-pihenőhely van.
- A kísértetek Bonnba érkezése után számos pacifista jellegű utalás történik, pl. a nyugdíjas tábornok pénzének szétszórása, az egyenruhás kirakati bábuk levetkőztetése, az élelmiszerek árcéduláinak átrendezése.
- A vádlottakkal üvöltöző, majd az asztalt csapkodó bíró utalás Roland Freisler bírói stílusára, a bírói pulpitus mögötti bevakolt, de a vékony vakolat mögött továbbra is meglévő horogkereszt utalás a még élő múltra.
- Kalaka egy a legkülönfélébb nyelvek keverékéből álló, de érthető vicces halandzsanyelven beszél addig, míg ki nem derül, hogy nevelője által kitűnően beszéli a kölni német, a magyar szinkronban a ferencvárosi magyar dialektust.
- A film képi trükkjei Theodor Nischwitz filmanimációs specialista müncheni stúdiójában készültek.
- Hugo és Max bácsi, a két vidám rabló szellemének szerepére az első részben is látható, évek óta duóban működő Wolfgang Müller és Wolfgang Neuss színészeket és humoristákat, „a két Wolfgangot“ akarták felkérni, de a forgatás előtt nem sokkal Wolfgang Müller kisrepülő-szerencsétlenségben meghalt, ezután partnerét, Wolfgang Neusst is elengedték a produkciótól.

## Főszereplők
- Liselotte Pulver (Halász Judit): Charlotte von Sandau grófnő, elszegényett, fiatal várúrnő
- Ernst Waldow: Hans Theodor, Charlotte idős nagybátyja
- Elsa Wagner: Yvonne néni, Hans Theodor felesége
- Herbert Hübner: Hartog, a várat megszerezni kívánó befektetési cég feje
- Heinz Baumann (Bujtor István): Martin Hartog, a befektetési cég elnökének a fia
- Hanne Wieder: Katrin Apfelböck, kísértet, egykori boszorkány
- Paul Esser: Toni, kísértet
- Hans Richter: Jockel, kísértet
- Curt Bois: Hugo, kísértet
- Georg Thomalla – Max bácsi, kísértet
- Hubert von Meyerinck (Egri István): von Teckel ezredes 1820-ban, valamint állami tisztviselő dédunokája 1960-ban
- Hans Clarin (Bodrogi Gyula): Kalaka herceg

## Fontosabb forgatási helyszínek

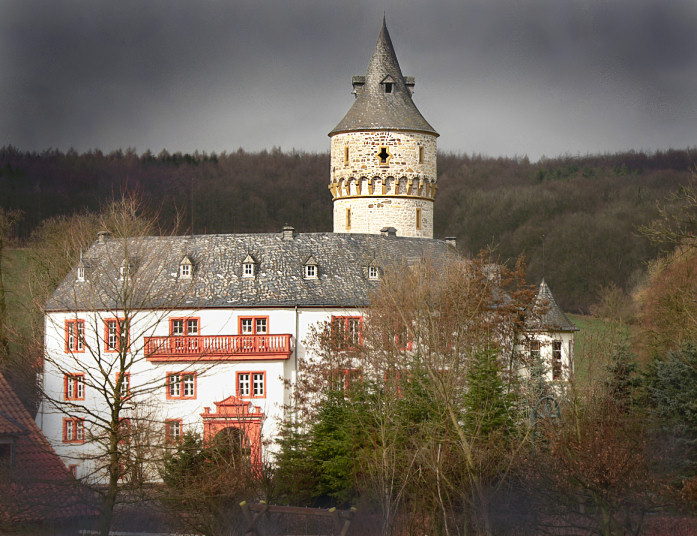
A filmbéli Sandau-kastély

- Oelber kastély Hildesheim közelében, a Sandau-kastély helyszíne . A kastélyt időközben utolérte a filmben elkerült sorsa, rendezvényhelyszín lett. A kastély nem azonos az első részben látható Sandau-kastéllyal.
- Bonn, a belváros, a Rajna partja
- Sanremo, Kalaga jachtjánk helyszíne
- A belső jelenetek részben a Bavaria Film Studios műtermeiben készültek
- Miltenberg, Bajorország, a bevezető jelenet a főtérrel és a régi híd a folyó felett

## Filmzene
- Nyitány: a polgárok, az ezredes és a rablóbanda énekli a befalazás alkalmával. A rablók a Híd a Kwai folyón kissé átalakított indulójára menetelnek a városból az erdei fogadó felé.
- Stáblista: szving stílusú dal, a vokál a teljes stáblistát elénekli
- Der Traum auf dem Baum: a fán ülő és fázó szellemek
- Für Sie tun wir alles: Charlotte és a neki segítő kísértetek
- Kleiner Rutsch in die Vergangenheit: Martin a kastélylátogatók vezetésén
- Giftmischer-Rumba: Charlotte, Martin, a szellemek és von Teckel, Kalaka partijának előkészülete, a pocsékoli főzése, a pincében a láthatóvá tévő varázsszer kikeverése
- Zulejka: Charlotte énekli Kalaka kívánságára a herceg estéjén
- Kleider machen Leute: Hugó és Max bácsi szelleme a ruhaboltban
- Schiffs-Blues: az elegánsan unatkozó brit vendégek a jachton
- Dazu gehören zwei: Martin és Charlotte duett a kastélyban
- Das wollen wir doch mal seh’n: a négy férfi kísértet
- Empfangsgesang: kórus
- Ein Staatsvertrag: von Teckel
- Fehrbelliner Reitermarsch: szerző Richard Henrion, Kalaka fogadása a pályaudvaron, katonazenekarral

## Díjak és jelölések
- Bambi-díj 1961 – legsikeresebb német film díja
- Bambi-díj 1960 – Liselotte Pulver, legjobb színésznő jelölés
- German Film Awards 1960 – Hubert von Meyerinck, legjobb férfi főszereplő jelölés
- Német filmkritikusok szövetségének díja 1961 – Günther Anders, legjobb operatőri munka díja
- Német filmkritikusok szövetségének díja 1961 – Kurt Hoffman, legjobb film díja
- Moszkvai Filmfesztivál 1961 – Kurt Hoffman, Grand Prix jelölés
- Moszkvai Filmfesztivál 1961 – Kurt Hoffman, ezüstérem

## Eredeti német mozielőzetes
- Das Spukschloß im Spessart. YouTube